# 더 킹 오브 파이터즈 XIII
《더 킹 오브 파이터즈 XIII》(The King of Fighters XIII, 약칭 KOF XIII)은 SNK가 제작한 2010년 아케이드 대전 격투 게임이다. 2010년 7월 14일 타이토 타입 X2 기판으로 일본에서 발매됐으며, 이후 2011년 가정용 버전이 플레이스테이션 3 및 엑스박스 360 기종으로 전세계로 출시됐다. 《더 킹 오브 파이터즈》 시리즈 열세번째 작품으로, 더 킹 오브 파이터즈 XI에 은 '크림슨 사가'의 완결편이다.
전작 《더 킹 오브 파이터즈 XII》의 컨텐츠 부족에 대한 지적을 받아들이고 이전에 참전하지 못했던 기존 출연진을 대게 재등장시키고 새로운 플레이어 캐릭터들도 추가했다. 가정용 이식판의 경우 더욱 더 많은 새로운 스테이지와 모드들을 소개했다. 게임플레이 시스템은 전작과 대동소이하나, 게이지를 소모해서 발휘되는 더욱 강력한 'NEO MAX 초필살기'를 새로이 도입했다.
가정용 버전은 이후 아케이드로 《더 킹 오브 파이터즈 XIII 클라이맥스》라는 제목으로 재출시됐다. iOS와 안드로이드로는 터치스크린을 고려한 조정판이 발매됐고, 마이크로소프트 윈도우로도 2013년 출시됐다.

## 줄거리
《더 킹 오브 파이터즈 XI》에서 이야기가 이어지며, 《더 킹 오브 파이터즈 2003》에서 시작한 '애쉬 사가'의 마지막 편이다. 지난 '킹 오브 파이터즈' 대회의 주최자였던 로즈 번스타인은 악마 오로치의 봉인을 풀려고하는 조직 '먼 곳으로부터 온 자들'에게 조종을 받아 다시금 개최를 선언한다. 전작에서 애쉬 크림슨은 오로치를 1,800년 전 봉인하는 데 관여한 세 가문 중 둘의 계승자인 야가미 이오리와 카구라 치즈루의 힘을 뺏는데 성공하고, 마지막 가문을 대표하는 쿠사나기 쿄를 노리고 대회에 참전하고, 한편 애쉬의 동료였던 엘리자베트 블랑토르셰는 그를 막기 위해 참전한다.
대회 마지막에 승리한 팀이 발표되자 '먼 곳으로부터 온 자들'의 두목 사이키가 나타나 우승팀의 기를 이용해 시간을 거슬러 과거로 가는 통로를 만들고자 한다. 이 때 애쉬가 사이키를 습격해 그의 힘을 빼앗지만, 그 와중에 사이키에게 몸을 잠식당해 우승팀과 대치하게 되면서 《더 킹 오브 파이터즈 XIII》의 마지막 싸움이 벌어진다. 우승팀이 그를 쓰러뜨린 후, 사이키를 현재에 봉인한 애쉬는 자신이 사이키의 후손임을 밝히면서 사이키를 과거에서 지움으로써 자신의 존재가 지워진다는 사실을 털어놓고 이내 현실에서 사라진다.

## 등장인물
《더 킹 오브 파이터즈 XIII》의 출연진은 이야기가 없이 발매됐던 전작 《더 킹 오브 파이터즈 XII》에 등장한 인물 전원을 포함한다. 《더 킹 오브 파이터즈 '94》에서 여성 격투가 팀으로서 활동한 유리 사카자키, 킹과 시라누이 마이가 참전했으며, 《더 킹 오브 파이터즈 XII》와는 달리 애쉬를 제외한 전원이 3인 구성 팀으로 분류됐다.
| 일본 팀                                         | 아랑전설 팀                              | 용호의 권 팀 | 이카리 워리어 팀 |
| ----------------------------------------------- | ---------------------------------------- | --- | --- |
| - 쿠사나기 쿄 - 니카이도 베니마루 - 다이몬 고로 | - 테리 보가드 - 앤디 보가드 - 조 히가시  | - 료 사카자키 - 로버트 가르시아 - 타쿠마 사카자키                                                                     | - 랄프 존스 - 클락 스틸 - 레오나 하이데른                                                                             |
| 이오리 팀                                       | 엘리자베트 팀                            | 김갑환 팀 | 여성부 팀 |
| - 야가미 이오리 - 매츄어 - 바이스               | - 엘리자베트 블랑토르셰 - 듀오론 - 쉔 우 | - 김갑환 - 화 자이 - 라이덴                                                                                           | - 시라누이 마이 - 킹 - 유리 사카자키                                                                                  |
| K' 팀                                           | 기타                                     | 콘솔 추가 캐릭터 | 콘솔 추가 캐릭터 |
| - K' - 맥시마 - 쿨라 다이아몬드                 | - 애쉬 크림슨 - 사이키 (보스 전용)       | - 빌리 칸 - 사이키 (플레이어 캐릭터 버전) - 불꽃을 되찾은 야가미 이오리 - 쿠사나기 쿄 (네스츠 스타일) - 미스터 가라데 | - 빌리 칸 - 사이키 (플레이어 캐릭터 버전) - 불꽃을 되찾은 야가미 이오리 - 쿠사나기 쿄 (네스츠 스타일) - 미스터 가라데 |

## 발매
2010년 3월 25일, KOF XIII(13)의 발표회가 개최되었다. 이번 작품은 일본을 기준으로 2010년 7월 14일에 아케이드판 일본어판 가동을 시작했다. 콘솔판은 PS3, XBOX360으로 2011년 11월 22일(북미 기준)에 발매했고, 2011년 7월 7일 아이폰 모드인 《더 킹 오브 파이터즈 XIII-i》도 발매했다. 이번 작품은 애쉬 크림존|애쉬 스토리의 완결편으로, 원작으로의 회귀를 작품 컨셉으로 하였으며 'NEO MAX 초필살기'를 새로이 도입한 것이 특징이다.
2011년 6월 13일 콘솔판이 발매되기도 전에, 아케이드 판이 해킹으로 유출되는 일이 일어났다. 이는 콘솔판 발매와 판매에 상당한 차질을 줄 것으로 예상되었지만, 제작진이 아케이드판에서 다 보여주지 못한 스토리와 시스템들을 콘솔판에 대거 투입했다고 밝혀, 생각보다 반응이 좋았다. 최근에는 콘솔판 전용으로 새로운 스토리 모드와 몇개의 스테이지 및 캐릭터 빌리 칸, 변신 전의 사이키 (더 킹 오브 파이터즈), 그리고 다운로드 전용으로 사용할 수 있는 '불을 되찾은 이오리' 등의 추가 소식을 공식 발표하였다.

## 평가
| 통합 점수  | 통합 점수                  |
| 통합사     | 점수                       |
| ---------- | -------------------------- |
| 게임랭킹스 | 78.11% (PS3) 81.19% (X360) |
| 메타크리틱 | 77 (PS3) 79 (X360)         |
| 평론 점수  |                            |
| 평론사     | 점수                       |
| 1UP.com    | B                          |
| 게임프로   | [ 10 ]                     |
| 게임스팟   | 8.5/10.0                   |
| IGN        | 7.0/10.0                   |

| 수상     | 수상                                                    |
| 평론사   | 수상                                                    |
| -------- | ------------------------------------------------------- |
| GameSpot | Best Fighting Game of 2011 Most Improved Sequel of 2011 |